# Militärflugplatz Frutigen

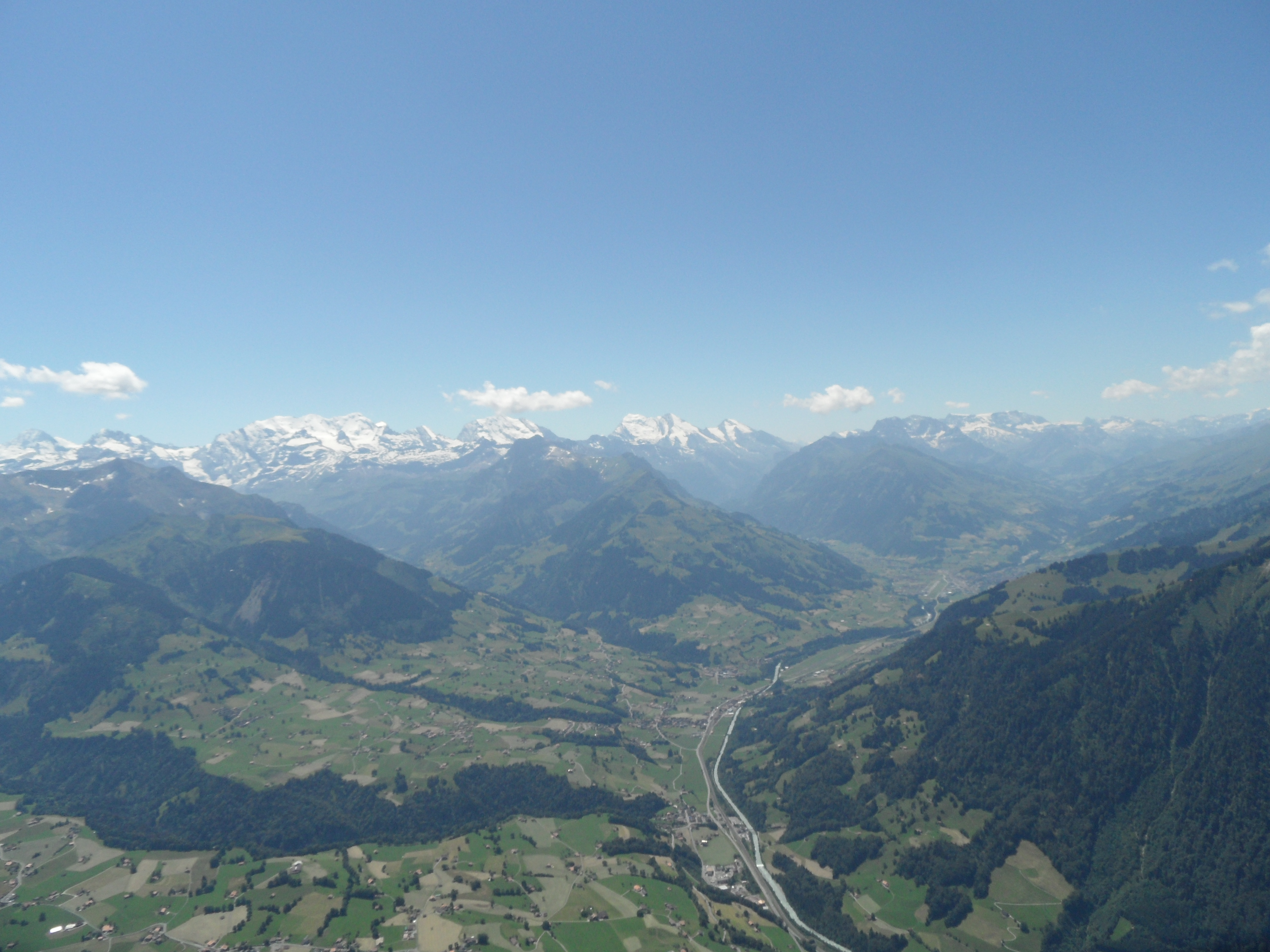
Frutigtal mit Flugplätzen Reichenbach und Frutigen

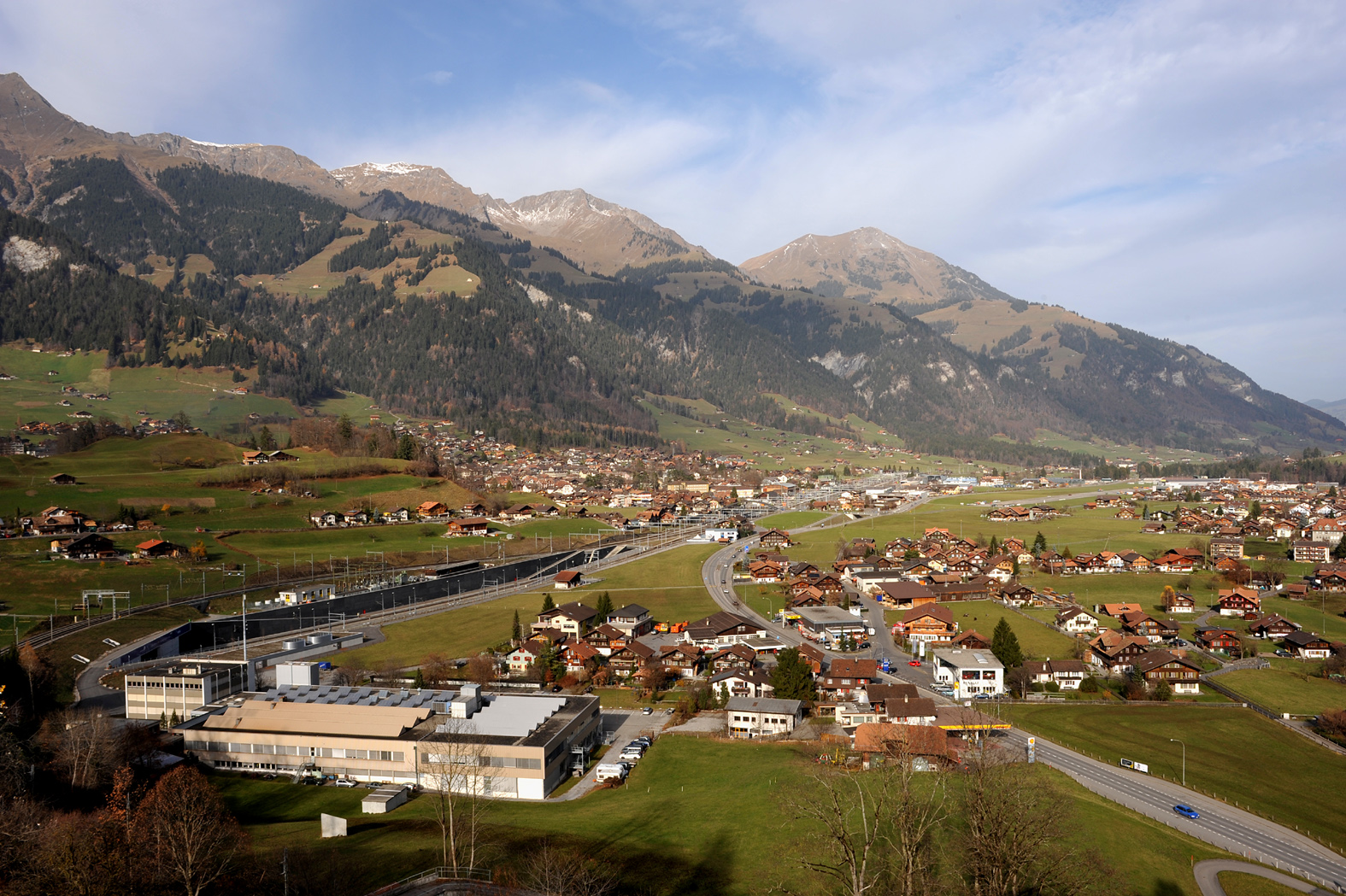
Frutigen Ortsansicht mit Flughafen hinten rechts

Der Militärflugplatz Frutigen (ICAO-Code LSFR) war ein Militärflugplatz in Frutigen im Schweizer Kanton Bern. Der ehemalige Réduitflugplatz der Schweizer Luftwaffe wurde 1997 ausgemustert.

## Geschichte
Mit dem Rückzug der Armee ins Réduit lagen verschiedene Flugplätze ausserhalb der Verteidigungsgrenzen des Réduit. Als Ersatz mussten unter grossem Zeitdruck und Aufwand Réduitflugplätze gebaut werden: im Berner Oberland die Flugplätze Saanen, St. Stephan, Zweisimmen, Reichenbach, Frutigen, Interlaken und Meiringen und im Wallis Turtmann, Raron, Ulrichen und Münster. 
Der Flugplatz Frutigen wurde am 28. April 1942 mit der Landung von zwei Bücker Jungmann-Doppeldecker Schulungsflugzeugen auf der Graspiste eröffnet. Im Mai 1943 wurde mit dem Bau (130 Mann mehrheitlich in Handarbeit) einer Hartbelagpiste begonnen. Die Eidgenossenschaft kaufte 1943/44 für den Flugplatz 100'000 m² Land und 1945 zusätzlich 41'000 m².
Der Flugplatz besass eine 900 Meter lange und 40 Meter breite Asphaltpiste, acht Flugzeugunterstände U-43, drei Leichtstände (Infanteriebunker zur Nahverteidigung) und sieben Splitterwehren. Am nördlichen Pistenende wurde eine Holzbrücke über die Kander erstellt, um die Flugzeuge zu den dortigen Splitterwehren schieben zu können sowie die Einschiessanlage zu den Bordwaffen auf dem rechten Kanderufer zu erschliessen. Vom Bau einer Felskaverne als Retablierstollen wurde abgesehen. 
Der Flugplatz wurde durch die Fliegerkompanie 4 belegt, erstmals kriegsmässig im September 1943. Frutigen war häufig Kommandopostenstandort der Fliegerabteilungen. Nach dem Aktivdienst gab es kaum mehr Belegungen, weil die 03/21 Piste für die neuen Militärflugzeuge zu kurz und der Anflug zu schwierig war. Der Flugplatz wurde noch von Leichtfliegerstaffeln (Pilatus P-3-Trainer zum Anflugtraining usw.) benutzt, das letzte Mal im September 1984 (Leichtfliegerkompanie 2).
Im Lawinenwinter 1999 wurden Frutigen als Frontflugplatz für zivile und Militärhelikopter (500 Flüge) reaktiviert. Heute ist die Piste zum Gewerbegebiet umgezont und teilweise überbaut.